# Alchemilla iremelica
Alchemilla iremelica är en rosväxtart som beskrevs av Sergei Vasilievich Juzepczuk. Alchemilla iremelica ingår i släktet daggkåpor, och familjen rosväxter. Inga underarter finns listade i Catalogue of Life.